# 马克·麦克莫里斯
马克·李·麦克莫里斯（英語：Mark Lee McMorris，1993年12月9日—）是一名加拿大职业单板滑雪运动员。擅长单板滑雪障碍技巧（Slopestyle）和单板腾空滑雪。在2011年3月拍摄"Park Sessions"视频时，麦克莫里斯成为第一个实现反脚斜轴翻转1440度（Backside Triple Cork 1440）的人。在2012年和2013年，麦克莫里斯在冬季世界极限运动会的斜坡式滑雪比赛中连续获得金牌。2014年在索契冬奥会的坡道滑雪项目中获得铜牌，这是加拿大在该奥运会上的第一枚奖牌。在2018年平昌冬奥会上，他在斜坡滑雪比赛中获得铜牌，这距离他上一次单板滑雪事故仅间隔11个月，当时他受到了几乎致命的内伤。他还出现在许多为《星际单板滑雪》、《伯顿》、《红牛》、CBC和碎纸机器人制作的视频中。

## 职业生涯

### 早期

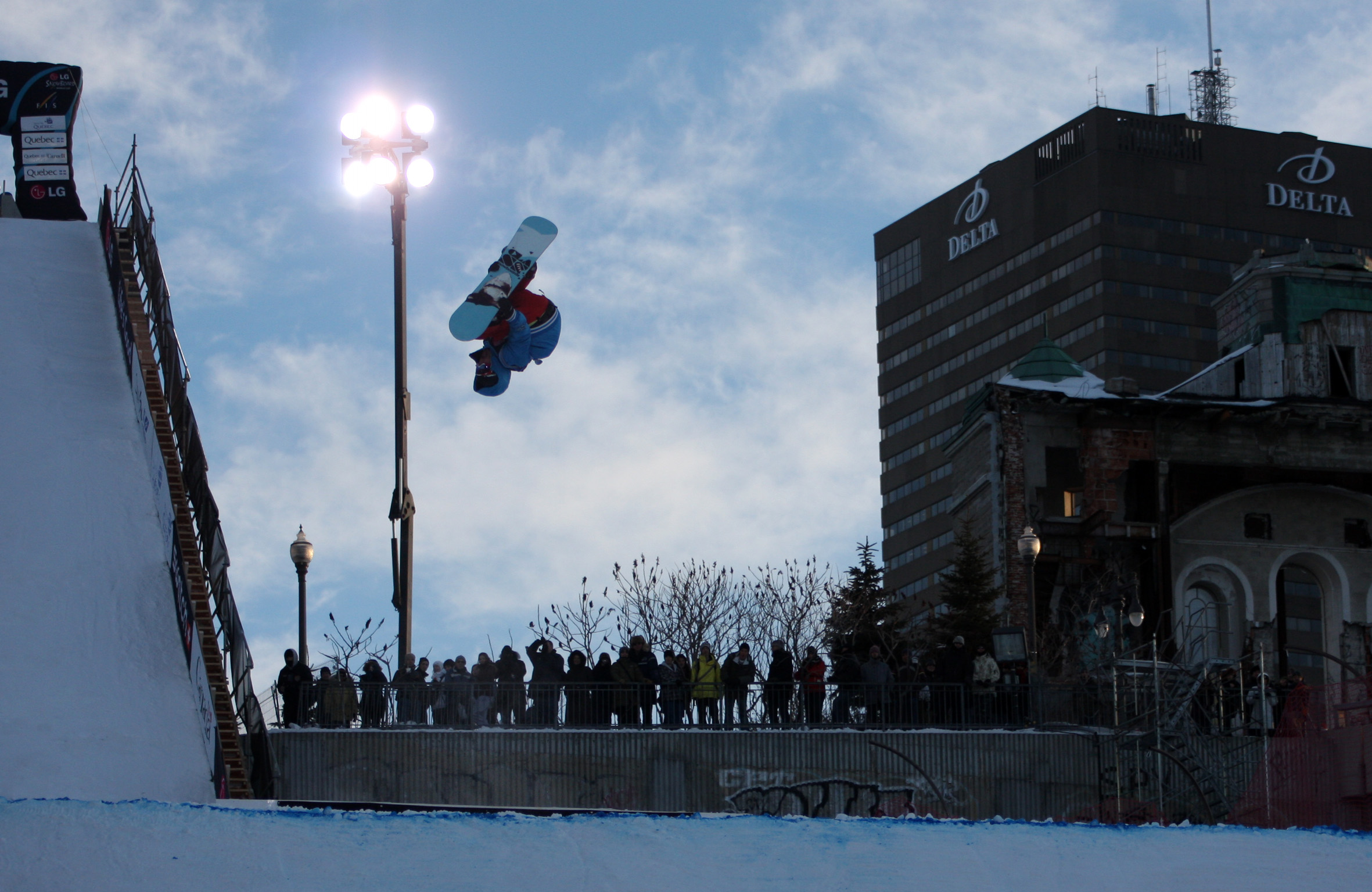
2010年魁北克市的FIS世界杯比赛中首次参赛的麦克莫里斯

2006年，在麦克莫里斯只有12岁时，他骑乘他的滑冰板在瓦斯卡纳湖周围滑行了3.5公里，试图创造吉尼斯世界纪录。
麦克莫里斯在2009-2010赛季参加了他的第一届FIS单板滑雪世界杯，在魁北克市的大型腾空滑雪（Big Air）赛事中排名第八。随后他在卡尔加里的坡面障碍技巧赛中赢得了世界杯冠军。

### 2011年
在科罗拉多州阿斯彭举行的第十五届冬季世界极限运动会上，麦克莫里斯在斜坡式比赛中赢得了一枚银牌。同年世界单板滑雪巡回赛的空中与风格比赛中击败数位强敌获得金牌。

### 2012年
2012年，麦克莫里斯在第十六届冬季世界极限运动会上获得双金。他在大跳台空翻赛事和障碍技巧赛事中赢得了一枚金牌。这是自2009年肖恩·怀特（Shaun White）以来，冬季世界极限运动会上的第一枚双金牌。

### 2013年
2013年，麦克莫里斯在第十七届冬季世界极限运动会上的表现为他赢得了双项奖牌，分别是在大跳台空翻比赛中获得的银牌，以及障碍技巧的金牌。他2013年的斜坡比赛得分创下了世界极限运动会的历史新高。并在最后一场比赛的卫冕冠军之战中获得了决胜分。

### 2014年与索契冬奥会
在第十八届冬季世界极限运动会上，麦克莫里斯在障碍技巧赛中落后于加拿大同胞马克桑斯·帕罗（Maxence Parrot）获得第二名。麦克莫里斯连续3次获得金牌的梦想破灭了，因为他在第3次也是最后一次比赛中被铁栅栏绊倒，随后的撞击导致其摔断了一根肋骨。尽管负伤，麦克莫里斯仍然参加了索契冬奥会。
在奥运会上，麦克莫里斯在他的第一次资格赛中摔倒，并且未能在第二次比赛中依靠成绩直接进入决赛。在半决赛中，他设法取得了前四名中的一分，借此晋级决赛。而后，他再次在第一场比赛时摔倒。麦克莫里斯的第二场比赛使他得以登上领奖台并赢得铜牌。

### 2015年
在第十八届冬季世界极限运动会上，麦克莫里斯进行了顽强反击，并再次获得了双项金牌。麦克莫里斯在障碍技巧赛的第二场比赛中取得了96分。在大腾空比赛中，他取得了88分。

### 2016年
在第十九届冬季世界极限运动会上，麦克莫里斯在斜坡风格比赛中获得金牌，在大跳台比赛中获得银牌。
冬季世界极限运动会后不久，麦克莫里斯在训练中发生了股骨骨折。

### 2017年
自股骨骨折后，麦克莫里斯又一次回归冬季世界极限运动会并获得了两枚铜牌。他的回归是第二十届冬奥会的一个亮点，以至于播音员频繁提及他。

### 2018年与平昌冬奥会
麦克莫里斯在2018年冬季奥运会期间代表加拿大队参加比赛，距离他上一次滑雪事故造成的重伤仅间隔11个月。
麦克莫里斯在障碍技巧赛中排名第三，收获了他的第二枚奥运铜牌。

### 2019年
麦克莫里斯在2019年阿斯彭（Aspen 2019）比赛中赢得了两枚奖牌（障碍技巧赛一枚金牌，大跳台比赛一枚银牌）。

### 2020年
麦克莫里斯在2020年赢得了三枚奖牌。一枚在2020年阿斯彭比赛（大跳台比赛银牌），其他两枚来自于挪威2020年滑雪赛（大腾空比赛金牌和障碍技巧赛银牌）。

### 伤病
2016年2月，麦克莫里斯在洛杉矶对战肖恩·怀特的比赛中摔断了右股骨。他试图做一个外转斜体空翻1440度抓板（Frontside triple cork 1440），但在他着陆时，他的脚趾边缘被扯住，导致他摔翻并折断了股骨。他恢复时间相当漫长，从温哥华的Fortius Sport & Health开始，直到2016年7月，麦克莫里斯终于和一些朋友一起在澳大利亚重返单板滑雪。
2017年3月下旬，麦克莫里斯与一些朋友一起在不列颠哥伦比亚省惠斯勒的偏远地区训练。他撞上了一棵树，遭受了极其严重，几乎致命的伤害并送入了温哥华医院的ICU。麦克莫里斯的下颌、左臂骨折、脾脏破裂、骨盆骨折、肋骨骨折并且左肺塌陷，他接受了两次顺利的手术，最终坚持了下来。

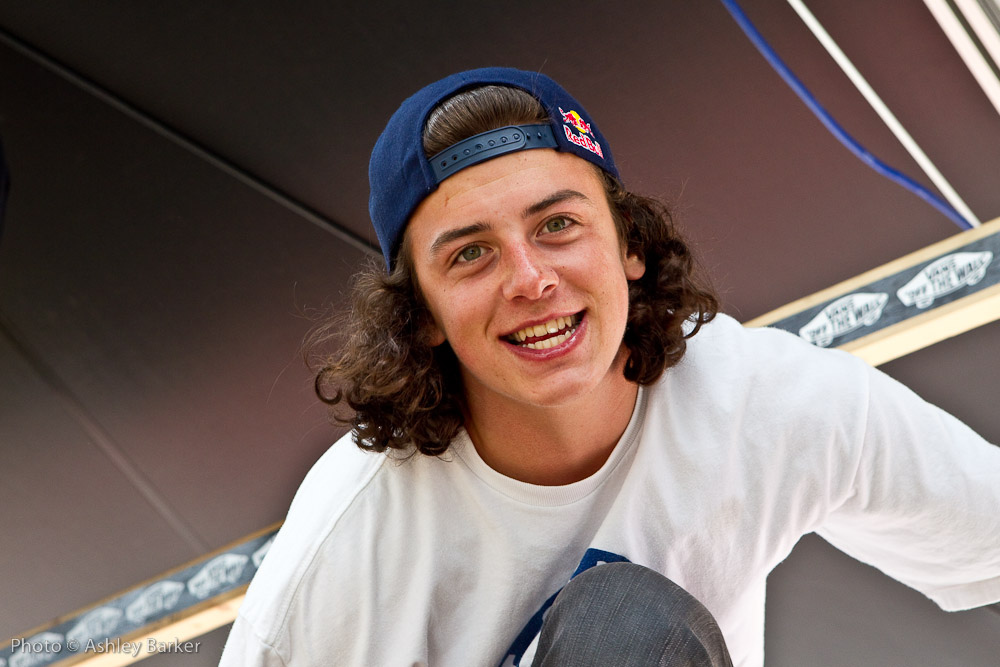

## 个人生活
麦克莫里斯出生于加拿大萨斯喀彻温省的里贾纳，是唐·麦克莫里斯（本职为谷物农民）和辛迪·麦克莫里斯（本职为护士）的儿子。他的哥哥克雷格·麦克莫里斯（Craig McMorris）也是一名职业单板滑雪运动员。麦克莫里斯曾就读于马丁·勒博尔杜斯博士高中。在投身单板滑雪之前也参加过花式滑冰比赛。他身上印有几个纹身，包括一个代表萨斯喀彻温省的小麦穗。